# いまみちともたか
いまみち ともたか（本名：今道 友隆（読みは同じ）、1959年10月12日 - ）は、日本のギタリスト、作詞家、作曲家、音楽プロデューサー。ロックバンドBARBEE BOYSのメンバー。通称イマサ。

## 来歴
- 1981年、KONTAと共にバンド「マンブル・マーフィー」として、ビクター音楽産業からメジャー・デビューするが、レーベルの消滅により[1]、シングル1枚で解散。その後、いったんKONTAと離れ、「E-Jan」というR&Rバンドに加入していた。
- 1984年に、BARBEE BOYSのギター兼リーダーとして、シングル「暗闇でDANCE」で再びメジャー・デビュー。「目を閉じておいでよ」をはじめ、「女ぎつねon the Run」など、バンドのほとんどの楽曲の作詞・作曲を担当し、1987年に「チャック・ムートン」（無頓着を捩る）名義で、松田聖子の「裏庭のガレージで抱きしめて」を楽曲提供した。また、ギタリストとしてPSY・S、渡辺美里、佐野元春、井上陽水のレコーディングに参加している。
- 1992年にBARBEE BOYSが解散。解散後は「Love Dynamights」名義でソロ活動を開始し、さらに1994年からKei-Tee（現・角川慶子）と上領亘（元グラスバレー）とともに『Kei-Tee+LOVE DYNAMIGHTS』で活動。2004年にはいまみちともたか名義としては初となるアルバム『SLOW RIDE』を発表した。
- 2008年4月に放映されたフジテレビ系『SMAP×SMAP』での一夜限りのBARBEE BOYS復活出演を機にメンバー間での交流が復活し、同年8月のロック・フェスティバルに出演。翌2009年はデビュー25周年だったこともあり9月21日から17年ぶりの全国ツアーを敢行する[2]。
- 2009年5月27日リリースの椎名林檎のシングル『ありあまる富』をプロデュース・編曲およびギターで参加[3]。また、中島卓偉のアルバム『ULTRA SLACKER』と『ULTRA SLACKER II』をプロデュースし、全編曲と一部作曲を手掛ける[4]。
- 2010年7月21日リリースの杏子のミニアルバム『Just』に楽曲「色派」を提供[5]。
- 2012年10月3日リリースの杏子の20周年記念アルバム『Sky's My Limit』に参加[6]。
- 2013年7月3日リリースの杏子の配信曲「あなたにアディクション with いまみちともたか & OKAMOTO'S」をプロデュース[7]。
- 2014年、椎名純平、平山牧伸、岡雄三とバンド「ヒトサライ」を結成、2015年11月に1stアルバムをリリース[8]。
- 2016年9月28日リリースの杏子の両A面シングル『イカサマ美男子feat.リンダ/Magenta Butterfly』収録の「イカサマ美男子feat.リンダ」を作詞・作曲・プロデュース[9]。
- 2017年8月、“いまみちともたか、そして浜崎貴司”名義で両者による共作曲「うまくやれ」を発表[10]。
- 2022年2月16日、約18年ぶりとなるソロ・アルバム『Uta-MONO Tomotaka IMASA Imamichi』をリリース[11]。

## 人物
東京都出身。父親は、哲学者・美学者であった今道友信（元東京大学名誉教授、元聖トマス大学名誉教授）。ピアニストの川口信子は実妹。実母は元ソプラノ歌手で音楽大学の教授であったが、幼少時に両親が離婚。以後は父親の下で育てられる。
キャロルのファン。キャロルのギタリスト・内海利勝がフェンダー・ストラトキャスターを使用していた影響で同一機種を愛用している。
私生活ではBARBEE BOYS時代にメンバーのスタイリングを担当していた女性と1991年（平成3年）3月3日午前3時33分に結婚、子も授かるが後年離婚。その後Kei-Teeと交際。同棲を経て2001年に入籍するが、2007年1月に離婚。

## ディスコグラフィ
※ソロ以降

### アルバム
Love Dynamights
- STEREO SOLID SONIC （1993年12月22日　KTCR-1248）
- STEREO SOLID SONIC Vol.2 〜The Ultra Sound Track （1994年12月19日　KTCR-1298）

Kei-Tee+LOVE DYNAMIGHTS
- 愛は極嬢 （1994年11月23日　VICL-589）

Kei-Teeといまみちともたかとlove LOVE DYNAMIGHTS
- PINK&BLUE （1996年12月4日　KTLD-001）

いまみちともたか
- Tomotaka Imamichi The World Of ChordStroke （2001年11月25日　KACA-0135）
- SLOW RIDE （2004年4月7日　TXCA-9）

### シングル
Kei-Tee+LOVE DYNAMIGHTS
- WILDルビィ （1994年10月21日　VIDL-188）

## 出演

### 映画
- 三大怪獣グルメ（2020年）- ギタリスト 役[14]